# Mike Davis (cestista 1960)
Michael Davis, detto Mike (Fayette, 15 settembre 1960), è un ex cestista e allenatore di pallacanestro statunitense, professionista in Italia.

## Carriera
È stato selezionato dai Milwaukee Bucks al secondo giro del Draft NBA 1983 (42ª scelta assoluta).
Da allenatore ha guidato il Venezuela ai Campionati americani del 1995.